# ستيفاني سيجمان
ستيفاني سيجمان (بالإسبانية: Stephanie Sigman)‏ هي عارضة وممثلة مكسيكية، ولدت في 7 يناير 1987 في المكسيك.

## أعمال

### أفلام
- (2015) طيف[5][6][7]
- (2016) ذات مرة في البندقية
- (2017)  التكوين[8]

### مسلسلات
- ناركوس

## وصلات خارجية
- ستيفاني سيجمان على موقع IMDb (الإنجليزية)
- ستيفاني سيجمان على موقع قاعدة بيانات الأفلام العربية
- ستيفاني سيجمان على موقع ألو سيني (الفرنسية)
- ستيفاني سيجمان على موقع أول موفي (الإنجليزية)
- ستيفاني سيجمان على موقع قاعدة بيانات الفيلم (الإنجليزية)
- ستيفاني سيجمان على موقع كينوبويسك (الروسية)